# Drevant

Drevant este o comună în departamentul Cher, Franța. În 1 ianuarie 2022 avea o populație de 551 de locuitori.